# Detroit (cheval)
Pour les articles homonymes, voir Detroit.
Detroit (1977-2001), est une jument de course de race pur-sang anglais. Sous les couleurs de Robert Sangster elle remporte le Prix de l'Arc de Triomphe 1980.

## Carrière de courses
Élevée au Haras du Quesnay par la société Aland (association de Alec Head et du comte Roland de Chambure), Detroit est acquise en vue de sa carrière de course par le Britannique Robert Sangster pour une somme avoisinant le million de Francs. Elle débute à 3 ans, trop tard pour viser les classiques, mais elle reste invaincue jusqu'à la fin de l'été, remportant un groupe 3 dès sa première sortie à ce niveau (devant  une certaine Gold River, future lauréate du Prix de l'Arc de Triomphe) et enchaîne avec le Prix Chloé et le Prix de la Nonette. Dans le Prix Vermeille en revanche, elle ne peut que s'intercaler entre deux visiteuses classiques l'Anglaise Mrs. Penny, gagnante du Prix de Diane, et l'Irlandaise Little Bony, et Gold River. Detroit n'est donc plus invaincue. Mais elle aura sa revanche quinze jours plus tard dans la plus belle des courses, le Prix de l'Arc de Triomphe, où ses deux devancières sont inexistantes. Detroit, elle, s'impose devant le 3 ans Argument, le champion anglais Ela-Mana-Mou et la tenante du titre Three Troïkas.  
Arc-winner et lauréate de cinq de ses six courses, Detroit est très attendue pour son retour à la compétition au printemps 1981. Mais la jument semble bien moins tranchante à 4 ans. Elle s'incline nettement à deux reprises, dans le Prix d'Harcourt et le Prix Ganay, tous deux remportés par son dauphin dans l'Arc, Argument. Son entraîneur Olivier Douïeb décide alors de lui accorder une pause, et on ne la retrouve qu'à la fin de l'été sur la Côte Normande, où elle revient aux affaires en toute discrétion, en gagnant deux courses à conditions. Ayant retrouvé la confiance et la forme, elle montre qu'elle est une sérieuse prétendante à sa propre succession dans l'Arc lorsqu'elle s'impose dans le Prix Foy, montée par Pat Eddery. Detroit a été convaincante, du moins aux yeux de Freddy Head quant à lui en selle sur Gold River, troisième. Il la croit capable de réaliser le doublé dans l'Arc et souhaite la monter, mais il est retenu par son contrat de première monte avec l'écurie Wertheimer, qui compte aligner Gold River, fut-ce avec un statut de gros outsider. Jacques Wertheimer décide finalement de libérer son jockey, mais celui-ci s'est trompé : c'est Gold River qui s'impose, à 53/1, tandis que Detroit termine à l'arrière du peloton. Detroit est alors envoyé aux États-Unis, mais elle échoue dans le Turf Classic d'Aqueduct et elle rentre au haras, nantie d'un rating Timeform de 131 pour sa victoire dans l'Arc 1980, ce qui faisait d'elle la meilleure pouliche d'Europe cette année-là.

### Résumé de carrière
| Date         | Hippodrome     | Pays        | Course                    | Statut      | Distance    | Jockey        | Place       | Écart       | Vainqueur ou deuxième |
| 1980, 3 ans  | 1980, 3 ans    | 1980, 3 ans | 1980, 3 ans               | 1980, 3 ans | 1980, 3 ans | 1980, 3 ans   | 1980, 3 ans | 1980, 3 ans | 1980, 3 ans           |
| ------------ | -------------- | ----------- | ------------------------- | ----------- | ----------- | ------------- | ----------- | ----------- | --------------------- |
| 31 mai       | Saint-Cloud    | France      | Prix Timandra             | maiden      | 2 100 m     | Alain Lequeux | 1er / 18    | 5           | Kotkie                |
| 21 juin      | Saint-Cloud    | France      | Prix Fille de l'Air       | Gr. 3       | 2 100 m     | Alain Lequeux | 1er / 10    | 2 ½         | Gold River            |
| 19 juillet   | Évry           | France      | Prix Chloé                | Gr. 3       | 2 700 m     | Alain Lequeux | 1er / 10    | 1 ½         | Licara                |
| 31 août      | Deauville      | France      | Prix de la Nonette        | Gr. 3       | 2 000 m     | Freddy Head   | 1er / 9     | 2           | India Song            |
| 19 septembre | Saint-Cloud    | France      | Prix Vermeille            | Gr. 1       | 2 400 m     | Pat Eddery    | 3e / 12     | 1 ¼         | Mrs. Penny            |
| 4 octobre    | Longchamp      | France      | Prix de l'Arc de Triomphe | Gr. 1       | 2 400 m     | Pat Eddery    | 1er / 20    | 1/2         | Argument              |
| 1981, 4 ans  |                |             |                           |             |             |               |             |             |                       |
| 5 avril      | Longchamp      | France      | Prix d'Harcourt           | Gr. 2       | 2 400 m     | Pat Eddery    | 4e / 6      | 3           | Argument              |
| 3 mai        | Longchamp      | France      | Prix Ganay                | Gr. 1       | 2 400 m     | Pat Eddery    | 5e / 9      |             | Argument              |
| 25 août      | Clairefontaine | France      | Prix d'Arromanches        |             | 2 500 m     | Freddy Head   | 1er / 6     |             | Little Lake           |
| 29 août      | Deauville      | France      | Prix Ridgeway             |             | 4 000 m     | Freddy Head   | 1er / 8     | 1 ½         | Ruscelli              |
| 13 septembre | Longchamp      | France      | Prix Foy                  | Gr. 3       | 2 400 m     | Pat Eddery    | 1er / 9     | 2           | Lancastrian           |
| 4 octobre    | Longchamp      | France      | Prix de l'Arc de Triomphe | Gr. 1       | 2 400 m     | Freddy Head   | 17e / 24    |             | Gold River            |
| 24 octobre   | Aqueduct       | États-Unis  | Turf Classic              | Gr. 1       | 2 400 m     | Freddy Head   | 5e / 9      | 11 ½        | April Run             |

## Au haras
Detroit est envoyée au haras de Robert Sangster, Swettenham Stud. Elle y réussit un exploit : devenir la première lauréate d'Arc à engendrer un autre vainqueur du Prix de l'Arc de Triomphe, grâce à Carnegie (par Sadler's Wells) Seule Urban Sea l'imitera en engendrant Sea The Stars, vainqueur de l'Arc 2009. Les aptitudes de reproductrice de Detroit ne se limite cependant pas à Carnegie. Elle est la mère de :
- Lake Erie (1983, par Kings Lake) : St. Simon Stakes (Gr.3), 2e Yorkshire Cup (Gr.2), 3e John Porter EBF Stakes (Gr.3).
- Antisaar (1987, par Northern Dancer) : Prix Guillaume d'Ornano, 2e Prix Niel, Prix Gontaut-Biron.
- Wayne County (1990, par Sadler's Wells) : 2e John Porter EBF Stakes, 3e September Stakes (Gr.3), Select Stakes (Gr.3)
- Carnegie (1991, par Sadler's Wells) : Prix de l'Arc de Triomphe, Grand Prix de Saint-Cloud, Prix Niel, Prix Eugène Adam, 3e Breeders' Cup Turf.
- Mayenne (1994, par Nureyev), unraced. Female-line ancestor of Twilight Payment.
- Mennetou (2001, par Entrepreneur), mère de : 
  - Obama Rule (Danehill Dancer) : Dance Design Stakes (Gr.3), mère de : 
    - Insinuendo (Gleneagles) : Kilboy Estate Stakes (Gr.3), Blue Wind Stakes (Gr.3), 2e Blandford Stakes (Gr.2), Park Express Stakes (Gr.3), Royal Whip Stakes (Gr.3), 3e Breeders' Cup Filly & Mare Turf.

  - Osaila (Danehill Dancer) : Princess Margaret Stakes (Gr.3), Nell Gwyn Stakes (Gr.3), 3e Breeders' Cup Juvenile Fillies Turf.
  - Dawn Wall (Fastnet Rock) : Keith F. Nolan Classic (Gr.3, Australie).

Detroit s'éteint le 20 mai 2001.

## Origines
Detroit est une fille du grand Riverman, champion sur les pistes (Poule d'Essai des Poulains, Prix Jean Prat, Prix d'Ispahan) et grand étalon, auteur notamment de Irish River, Triptych et une autre Arc-winner, Gold River. Elle avait pour sœur Durtal (par Lyphard) qui fut la meilleure 2 ans d'Angleterre en 1976, lauréate des Cheveley Park Stakes et pris à 3 ans l'accessit d'honneur de la Poule d'Essai des Pouliches. Durtal qui donna ensuite le champion stayer Gildoran, double vainqueur de la Gold Cup d'Ascot. La deuxième mère de Detroit, Miss Barberie, se plaça quant à elle dans les Prix Messidor et de Royaumont.    

### Pedigree
| Origines de Detroit (FR), jument baie née en 1977 | Origines de Detroit (FR), jument baie née en 1977 | Origines de Detroit (FR), jument baie née en 1977 | Origines de Detroit (FR), jument baie née en 1977 |
| ------------------------------------------------- | ------------------------------------------------- | ------------------------------------------------- | ------------------------------------------------- |
| Père Riverman 1969                                | Never Bend 1960                                   | Nasrullah                                         | Nearco                                            |
| Père Riverman 1969                                | Never Bend 1960                                   | Nasrullah                                         | Mumtaz Begum                                      |
| Père Riverman 1969                                | Never Bend 1960                                   | Lalun                                             | Djeddah                                           |
| Père Riverman 1969                                | Never Bend 1960                                   | Lalun                                             | Be Faithful                                       |
| Père Riverman 1969                                | River Lady 1963                                   | Prince John                                       | Princequillo                                      |
| Père Riverman 1969                                | River Lady 1963                                   | Prince John                                       | Not Afraid                                        |
| Père Riverman 1969                                | River Lady 1963                                   | Nile Lily                                         | Roman                                             |
| Père Riverman 1969                                | River Lady 1963                                   | Nile Lily                                         | Azalea                                            |
| Mère Derna 1961                                   | Sunny Boy 1944                                    | Jock                                              | Asterus                                           |
| Mère Derna 1961                                   | Sunny Boy 1944                                    | Jock                                              | Naic                                              |
| Mère Derna 1961                                   | Sunny Boy 1944                                    | Fille de Soleil                                   | Solario                                           |
| Mère Derna 1961                                   | Sunny Boy 1944                                    | Fille de Soleil                                   | Fille de Salut                                    |
| Mère Derna 1961                                   | Miss Barberie 1950                                | Norseman                                          | Umidwar                                           |
| Mère Derna 1961                                   | Miss Barberie 1950                                | Norseman                                          | Tara                                              |
| Mère Derna 1961                                   | Miss Barberie 1950                                | Vaneuse                                           | Vatellor                                          |
| Mère Derna 1961                                   | Miss Barberie 1950                                | Vaneuse                                           | Diseuse (famille 16-c)                            |